# Evaristo Carriego (básník)

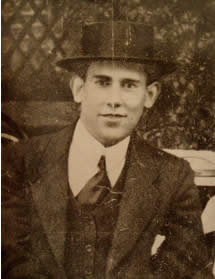
Evaristo Carriego

Evaristo Francisco Estanislao Carriego (7. května 1883 Paraná – 13. srpna 1912 Buenos Aires), známý jako Evaristo Carriego, byl argentinský básník. Věnoval se též psaní textů ke skladbám stylu tango. Spisovatel Jorge Luis Borges napsal jeho biografii, viděl ho jako klíč k pochopení duše chudých předměstí v Buenos Aires, o nichž Carriego psal a k nimž patřilo zejména tango a krvavé souboje na nože (Carriego sám žil ve čtvrti Palermo) a vůbec jako symbolickou figuru počátku 20. století v argentinské kultuře. Carriego měl blízko k anarchistům, přispíval do jejich časopisu La Protesta. Roku 1906 vstoupil do zednářské lóže. Napsal jen dvě sbírky, druhá navíc vyšla až posmrtně, zemřel v pouhých 29 letech. Více ceněna je druhá sbírka věnovaná duši předměstí, první je vnímána jako silně napodobující baudelairovský styl.